# Ejército Nacional Popular de Argelia
El Ejército Nacional Popular de Argelia (ENPA) (en árabe argelino: الجيش الوطني الشعبي) (en francés: Armée Nationale Populaire) es el nombre que reciben las Fuerzas armadas de Argelia (FAA). El ENPA fue el brazo armado del Frente de Liberación Nacional durante la guerra de Independencia de Argelia. El Presidente de Argelia es según la constitución argelina, el comandante supremo de las FAA.

## Componentes de las Fuerzas Armadas Argelinas (FAA)

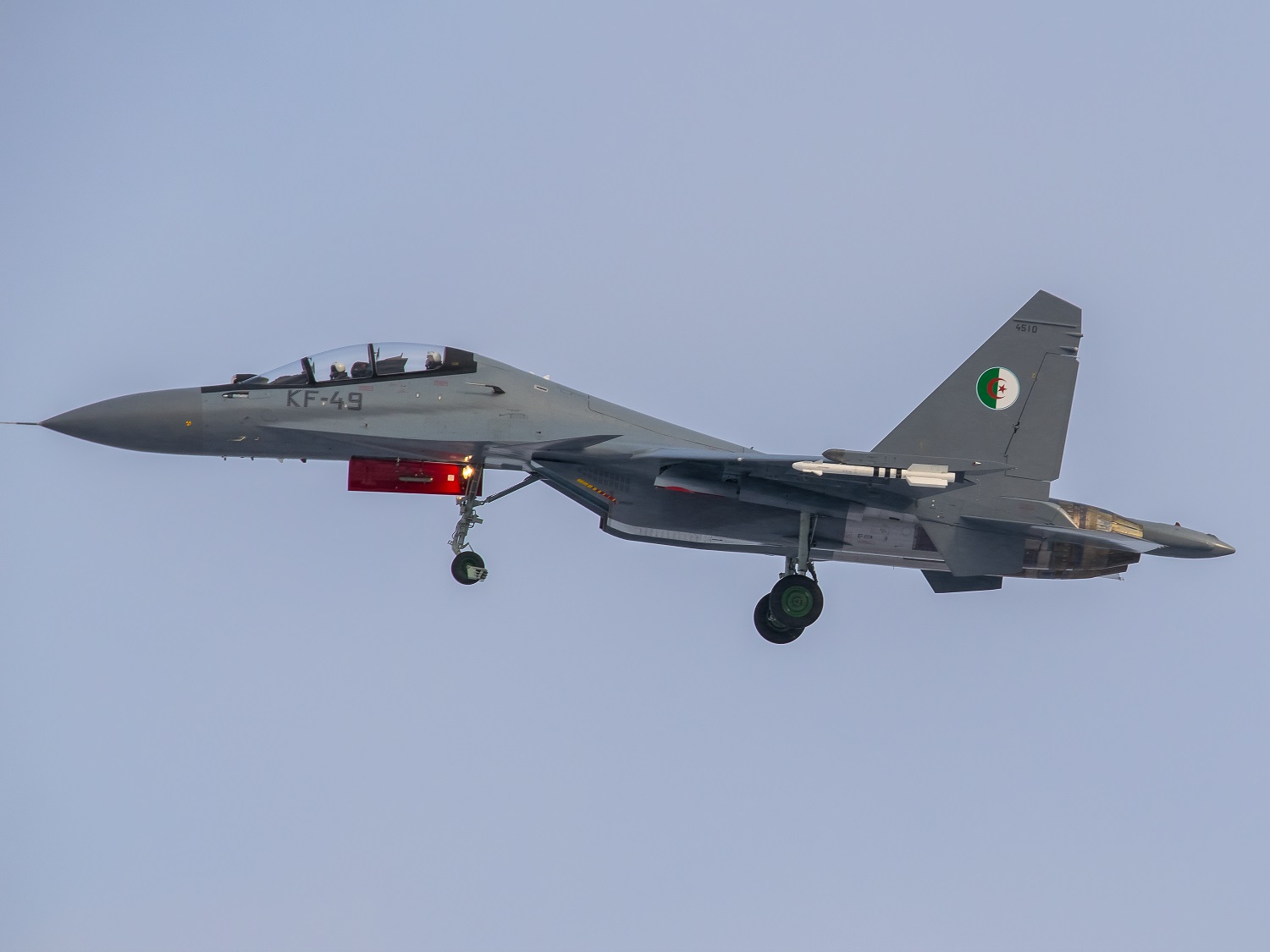
Un caza Sukhoi Su-30 argelino.

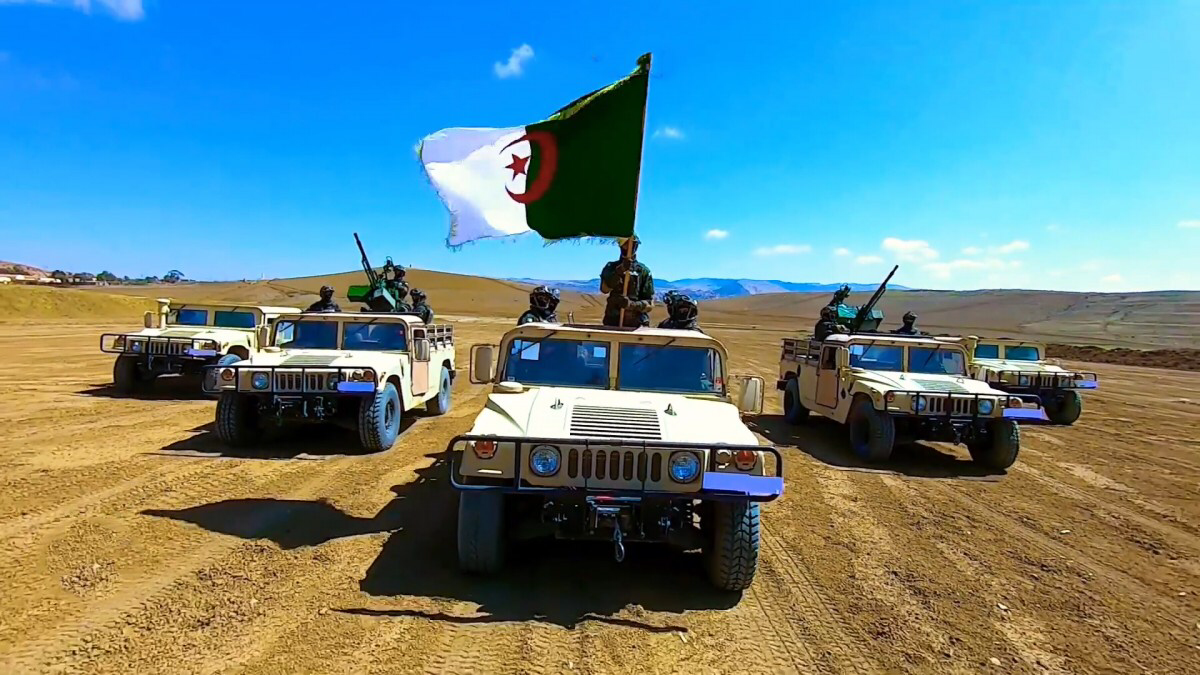
Soldados argelinos montados en unos Humvees.

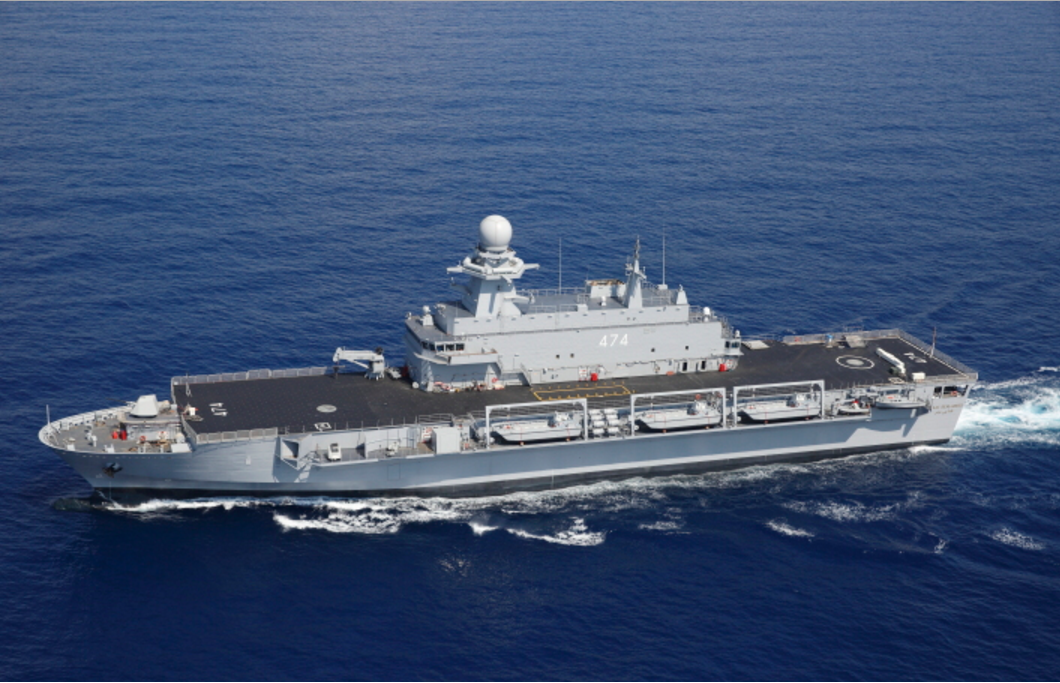
El Kalaat Béni Abbès, un buque de asalto anfibio de tipo LPD, es el buque insignia de la flota argelina.

El Ejército Nacional Popular de Argelia incluye a la Armada Nacional de Argelia, la Fuerza Aérea Argelina, la Fuerza de Defensa Aérea Territorial de Argelia, las Fuerzas Terrestres de Argelia, la Guardia Republicana de Argelia y la Gendarmería Nacional de Argelia.
Los antecedentes del ejército fueron las unidades militares convencionales formadas en Marruecos y Túnez durante la Guerra de Independencia de Argelia.
Las FAA son una de las fuerzas militares mejor entrenadas de la Unión Africana y la Liga Árabe.
El Ejército Nacional Argelino, está bajo el control del Presidente de la Nación, quien también es el ministro de Defensa Nacional.
La Agencia Central de Inteligencia (CIA) estimó que los gastos militares de Argelia representaron alrededor del 6% por ciento del PIB en 2019.

## Estructura
Las fuerzas armadas argelinas (FAA) están integradas por:
- Las Fuerzas Terrestres de Argelia (270 000 efectivos en 2012), operan tanques T-90 y otros vehículos, así como misiles balísticos Iskander, su fusil de asalto es una variante china del AK-47/AKM.

- La Armada Nacional de Argelia (30 000 efectivos en 2012), operan fragatas MEKO A200, submarinos de clase Kilo, corbetas furtivas C-28A y otras embarcaciones.

- La Fuerza Aérea de Argelia (14 000 efectivos en 2012), opera aeronaves Sukhoi Su-30, MiG-25, MiG-29.

- La Fuerza de Defensa Aérea Territorial de Argelia (contaba con 8000 efectivos en 2012) (3 brigadas, 3 regimientos con SA-2/3/6/20, 725 cañones AA) 8 sistemas S-300 (SAM), 4 sistemas S-400 Triumf (SAM), 24 baterías Tor M2, 108 Pantsir-S1 y 48 Buk M2. 40 2K12 Kub fueron reportados en servicio en 2012.[2][3][4]

- La Guardia Republicana de Argelia, es un cuerpo militar argelino y está bajo la autoridad directa del Presidente de Argelia. La Guardia Republicana de Argelia está formada por unos 12 000 efectivos y entre sus fuerzas cuenta con una unidad de caballería.

- La Gendarmería Nacional de Argelia es la fuerza de Gendarmería nacional de la República Democrática Popular de Argelia, forma parte de las Fuerzas Armadas de Argelia y es comandada por un General de división que depende directamente del Ministerio de Defensa nacional, el cuerpo fue creado en 1962.

## Estado Mayor
En 1984, después de ascender a ocho coroneles para que se convirtieran en los primeros generales de la Argelia independiente, Chadli Bendjedid anunció el establecimiento de un estado mayor general de las FAA.
Antes de 1984, las Fuerzas Armadas Argelinas, dependían del secretario general del Ministerio de Defensa Nacional para coordinar las actividades del personal, ese año, Chadli Bendjedid anunció el establecimiento de un Estado Mayor nacional. 
El Estado Mayor nacional tiene la responsabilidad de la planificación operativa de las Fuerzas armadas integradas, el presupuesto, la información, la comunicación, la logística, la administración, la movilización y el reclutamiento. 
La cadena de mando de las FAA es la siguiente; el Estado Mayor de las Fuerzas armadas se relaciona directamente con los jefes de las ramas del servicio y con los comandantes de las seis regiones militares.
En 1993, la jerarquía superior de las fuerzas armadas incluía al Jefe de Estado Mayor del Ejército Nacional Popular, Abdelmalek Guénaizia; el comandante de la Gendarmería Nacional, Abbas Ghezaiel; el jefe del servicio de seguridad nacional, Mohamed Médiène; y el director general de las fuerzas terrestres, Tayeb Derradji. 
En octubre de 2013, la revista Jeune Afrique predijo la creación de un directorio de las fuerzas armadas, posiblemente encabezado por el general Ben Ali.
Argelia es uno de los cuatro estados del Sahara que creará un Estado Mayor Conjunto, que tendrá su sede en Tamanrasset, en el sur de Argelia. Participarán Argelia, Mauritania, Níger y Malí.
En marzo de 2010, se estableció el Centro del Estado Mayor Conjunto Operacional (CEMCO).
El Estado Mayor Conjunto tiene una secretaría con cuatro secciones de personal: Operaciones, inteligencia, logística y comunicaciones.

## Regiones militares
Una región militar argelina es un cuerpo territorial del Ejército Nacional Popular de Argelia, el territorio argelino se subdivide en seis regiones militares.  Las unidades principales del Ejército Popular Nacional estacionadas en el territorio de una región militar se estructuran en varias unidades principales (divisiones y brigadas) y están bajo el mando del comandante de esa región.

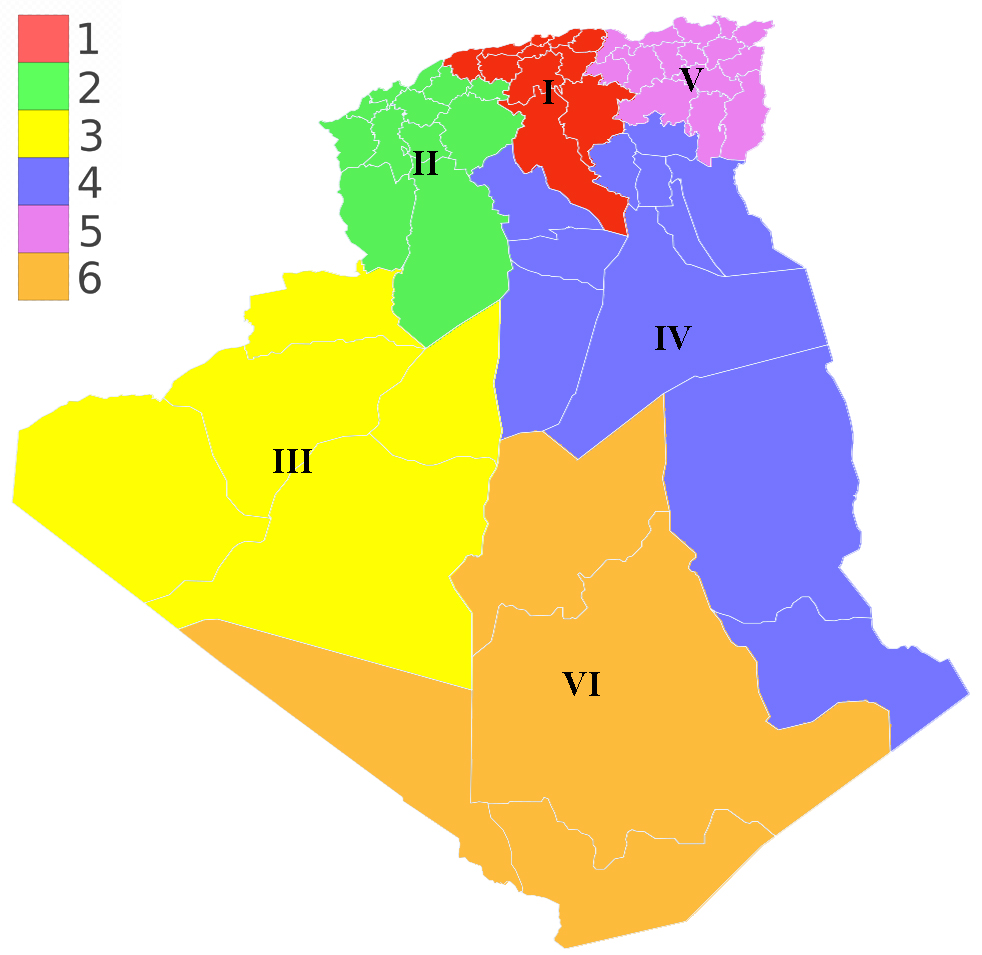
Mapa de las regiones militares de Argelia.

| Región militar | N.º | Cuartel regional | Color |
| -------------- | --- | ---------------- | ----- |
| Primera        | I   | Blida            |       |
| Segunda        | II  | Orán             |       |
| Tercera        | III | Béchar           |       |
| Cuarta         | IV  | Uargla           |       |
| Quinta         | V   | Constantina      |       |
| Sexta          | VI  | Tamanrasset      |       |

## Historia

### Independencia de Argelia
La élite militar argelina ha desempeñado un papel dominante en la política nacional desde la independencia de Argelia en 1962, tras los Acuerdos de Évian entre el GPRA y el Gobierno de Francia. 
Tras la independencia argelina, el ejército emergió como un agente del poder eficaz, en un paisaje destrozado políticamente, dominado por unas facciones políticas débiles y que competían entre sí. Al final de la guerra de independencia, se produjo una escisión entre el Ejército de Liberación Nacional y el Gobierno provisional de la República Argelina.
El LCRG se creó en 1958 para representar el Frente Nacional de Liberación en el extranjero, movilizar los fondos necesarios para organizar el movimiento insurgente y apoyar a los refugiados que habían huido a Marruecos y Túnez. Pero fue el Estado Mayor de las Fuerzas Armadas Argelinas (FAA) en realidad el encargado de llevar a cabo la Revolución nacional. Cuando terminó la guerra, el Ejército asumió la dirección del nuevo Estado nacional.

### Presidencia de Ben Bella
Después de la independencia en 1962, el Ejército, dirigido por Houari Boumédiène, ayudó a Ahmed Ben Bella a convertirse en presidente.  Reconociendo el papel que tuvo el ejército para llevarlo al poder, Ben Bella nombró como ministros a oficiales de alto rango y les concedió varios cargos importantes dentro del nuevo estado, incluso nombró ministro de defensa a Houari Boumediène.

### Golpe de Estado de Boumediène
Sólo tres años después, Boumediène depuso a Ben Bella con un golpe de Estado, y la Asamblea Nacional fue reemplazada por el Consejo Revolucionario, como institución supervisora del desarrollo de las estructuras estatales nacionales.
El Consejo fue creado por 26 oficiales militares, incluyendo a: Chadli Bendjedid y Abdelaziz Buteflika, y se afianzó gradualmente la institución militar como la fundadora y la columna vertebral del régimen argelino.
A pesar de la influencia del ejército, la dirección del estado y el ejército se unieron bajo la presidencia altamente autoritaria de Boumediène, después de su muerte en 1978, el papel de los militares en la política comenzó a crecer a partir de finales de la década de 1970.
El Ministerio de Defensa asumió el control administrativo del gobierno después de que el presidente Boumediène cayó enfermo.

### Presidencia de Benjedid
Después de la muerte de Boumediène en 1978, los militares aseguraron la continuación de su influencia en la política mediante la elección del coronel Chadli Benjedid como presidente, Benjedid tenía el apoyo de los asesores militares.
A pesar de ello, la faccionalización y las rivalidades dentro de las élites militares y políticas siguió siendo un factor importante en la política argelina.
Después de ser estructurado como un ejército popular politizado en la era Boumédiène, mantuvo su lealtad al FLN durante los primeros años del Estado y el unipartidismo. 
Las fuerzas militares fueron despolitizadas formalmente en 1988, cuando se implementó un sistema multipartidista. Esto, sin embargo, no puso fin a la influencia militar sobre la política argelina. 
Las FAA se opusieron de una manera firme a los partidos islamistas, como el Frente Islámico de Salvación (FIS), y se opusieron el reconocimiento legal del FIS en 1989. Debido a que la mayoría de los oficiales de las fuerzas armadas y los agentes de la policía nacional argelina fueron entrenados en países que practican y apoyan el laicismo, como Francia y la federación de Rusia, los oficiales y agentes creían que el islamismo político era una amenaza para los principios fundamentales del Estado y los intereses militares, esto se reflejó en las decisiones de los jefes del ejército y en su rechazo a apoyar a la nación de Irak durante la invasión de Kuwait y la posterior guerra del Golfo.

### Elecciones legislativas y golpe de Estado contra Benjedid
En 1991, existía el temor por parte de la población argelina a la imposición de la ley islámica en Argelia, ante tal temor, el Ejército argelino canceló las elecciones que podían llevar al poder a un partido político islamista, el Frente Islámico de Salvación (FIS), acto seguido las fuerzas armadas nacionales llevaron a cabo un Golpe de Estado en enero de 1991, y obligaron a Bendjedid a renunciar a la presidencia. Para muchos oficiales, la elección de un gobierno islamista en Argelia sería un desastre, ya que creían que sería catastrófico para la economía a través de la fuga de capitales extranjeros, y las empresas petroleras cancelarían sus acuerdos de extracción de petróleo y gas natural.
En el ámbito político, el ejército creía que la elección del FIS podía traer la inestabilidad al país, aunque no había indicios de que los oponentes del FIS se preparaban para iniciar un conflicto armado en contra de cualquier futuro gobierno islamista. 
A pesar de que Benjedid aseguró a los agentes que podía mantener el control con sus poderes constitucionales e institucionales, los militares seguían desconfiando de él, ya que dudaban de la capacidad de Benjedid para ejercer sus facultades constitucionales, y temían que pudiera llegar a un compromiso con el FIS, para mantener su posición en el Gobierno.

### Guerra civil argelina
El golpe y la posterior cancelación de las elecciones desencadenaron la Guerra civil argelina, en diciembre de 1991, un conflicto que se cobró 350 000 vidas durante la década de 1990. Durante la guerra, los insurgentes islamistas del EIS fueron duramente criticados por los observadores internacionales, por su conducción de la guerra, y fueron acusados de infracciones de los derechos humanos.

### Elecciones presidenciales de 1995 en Argelia
En las elecciones presidenciales de Argelia de 1995 fue elegido presidente el general Liamine Zéroual, quien anteriormente había tenido el cargo de Ministro de defensa. Uno de los grupos yihadistas más activos durante la guerra fue el Grupo Islámico Armado (GIA).

### Lucha contra la insurgencia
Aunque terminó la guerra entre el estado nacional y la guerrilla islamista, aún persistía la lucha con enfrentamientos locales y esporádicos en 2009, junto con ocasionales atentados terroristas con bombas contra edificios gubernamentales en las principales ciudades. El grupo yihadista más activo era Al Qaeda del Magreb Islámico (AQMI), anteriormente conocido como Grupo Salafista para la Predicación y el Combate (GSPC). Dado que los principales combates disminuyeron en 1997, el ejército ha participado en las tareas de un ejército convencional, después de más de una década de contrainsurgencia.

### Presidencia de Bouteflika
Tras más de 20 años de presidencia de Bouteflika, la influencia de los militares en la política disminuyó, como comandante que una vez tuvo un fuerte poder político y se negó a retirarse, Bouteflika se aseguró para sí mismo otro mandato presidencial, su política exterior impulsó el estatus internacional de Argelia, su política interna tuvo éxito al lograr la paz y la reconciliación entre ambos bandos de la guerra civil argelina.
Sin embargo, los militares todavía tienen un importante papel en la política argelina. Esto se demostró durante las protestas de Argelia que obligaron a Buteflika a renunciar a su cargo en 2019, después de perder el apoyo de los militares, el Jefe del Estado Mayor del Ejército Nacional Popular, el General Ahmed Gaïd Salah, pidió que Buteflika fuese declarado no apto para la presidencia de la nación y afirmó que había de renunciar a su puesto inmediatamente.

### Conflictos con otros países

#### Marruecos
La mayor parte de las Fuerzas Armadas de Argelia (FAA), están desplegadas junto a la frontera occidental del país con el Reino de Marruecos y el Sáhara Occidental. Entre los años 1975 y 1991 Argelia apoyó al Frente Polisario, exiliado en la provincia de Tinduf, en la guerra del Sahara Occidental contra el dominio marroquí sobre la región del Sáhara Occidental.
Argelia ha tenido desacuerdos fronterizos desde hace tiempo con Marruecos, debido al no reconocimiento de las antiguas fronteras coloniales por parte del régimen marroquí. 
Aunque ahora están básicamente resueltos, estos continúan persistiendo como un factor en las relaciones consistentemente problemáticas pero generalmente no violentas entre los dos estados vecinos. 
La frontera entre Argelia y Marruecos ha estado cerrada desde 1994. 
Las fuerzas armadas de ambos países se han involucrado en costosas actualizaciones de equipamiento en los últimos años, viéndose claramente como la principal amenaza para su soberanía nacional, ambas naciones no quieren que el otro país obtenga la ventaja militar. 
Argelia ha librado dos breves guerras y batallas después de la independencia (la Guerra de las Arenas, un conflicto fronterizo con Marruecos en 1963 y la Primera batalla de Amgala en 1976).

#### Túnez y Libia
Por el contrario, los desacuerdos fronterizos posteriores a la independencia de Argelia con Túnez y Libia, que en ocasiones fueron motivo de malas relaciones, han sido resueltos pacíficamente. 

#### Malí
El ejército argelino también ha estado muy activo, especialmente en los últimos años, a lo largo de la Frontera entre Argelia y Malí, donde tienen su base varios movimientos insurgentes.

#### Estado de Israel
Argelia no reconoce al estado sionista de Israel. Durante la guerra de los Seis Días en 1967, Argelia envió un batallón de infantería y un escuadrón de Mig-21 a Egipto, perdiendo tres Mig-21 ante Israel. Durante la guerra de Yom Kipur en 1973, Argelia envió una fuerza expedicionaria para luchar contra Israel, incluidos 59 aviones (Mig-21, Mig-17, Su-7), un pelotón de infantería y una brigada blindada.

### Acusaciones de corrupción
Anteriormente, las fuerzas armadas dependían del secretario general del Ministerio de Defensa Nacional para coordinar las actividades del personal. El anterior secretario general del ministerio, el general de división Moustafa Benloucif, fue nombrado primer jefe de gabinete. Benloucif había ascendido rápidamente en el Ejército Nacional Popular, y también era miembro suplente del Politburó del FLN. Sin embargo, fue despedido en 1986 sin explicación; en 1992 el régimen anunció que Benloucif sería juzgado por corrupción y por malversación de 11 millones de dólares, que habían sido transferidos a cuentas europeas.

### Proceso de reorganización

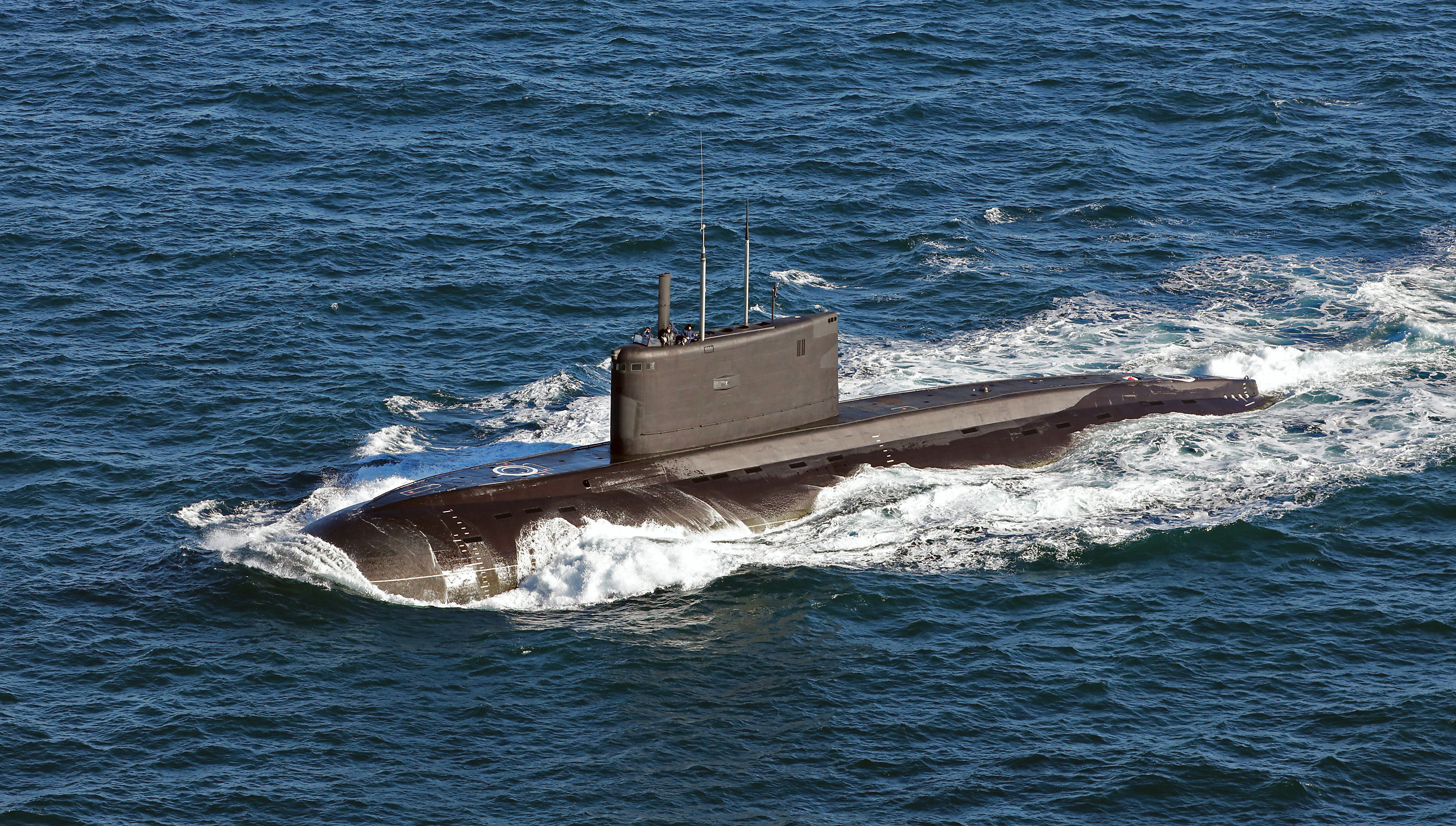
Submarino Ouarsenis de la clase Kilo.

El Ejército estaba en proceso de reorganizarse en cuatro divisiones en 1993 y también cuenta con numerosas brigadas y batallones independientes. 
Hay siete regiones militares, la séptima se agregó en 2013. La 6.ª Región Militar se creó en 1975 para cubrir el sur y la 7.ª Región Militar en 2013.
Las fuerzas militares regulares están formadas por reclutas conscriptos; todos los hombres argelinos están obligados a realizar un año de servicio militar.
La inteligencia militar, reconocida por haber desempeñado un papel político importante, se denominó durante bastante tiempo Seguridad Militar (SM), pero se reorganizó a fines de la década de 1980 y a principios de 1990, en el Departamento de Inteligencia y Seguridad (DIS). El DIS y su rama de contraespionaje, el DCE, desempeñaron un papel destacado en la lucha contra la insurgencia islamista en la década de 1990, a través de varias unidades de sus propias fuerzas especiales, así como mediante el establecimiento de unos comandos y una fuerza de tarea conjunta, que asumieron el control de las unidades militares y policiales especiales.
Desde 2016, el DIS se disolvió, y el nuevo servicio de inteligencia argelino es la Dirección de Servicios de Seguridad (DSS).
Las fuerzas militares se complementan con una Gendarmería Nacional de 150 000 miembros, un organismo paramilitar que se utiliza principalmente como fuerza policial en las zonas rurales del país norteafricano. La seguridad nacional o fuerza de policía metropolitana, es una fuerza policial de 200 000 miembros, y depende del Ministerio del Interior argelino.

### Modernización de las Fuerzas Armadas
Abdelaziz Bouteflika buscó reafirmar el poder de la presidencia sobre las fuerzas armadas, ya que en gran parte estas eran autónomas.
Como Ministro de Defensa, nombró a nuevos comandantes para las regiones militares, en agosto de 2004. También emitió un decreto presidencial creando el cargo de Secretario General dentro del Ministerio de Defensa. Sin embargo, los oficiales en activo todavía tienen el poder, y siguen tomando decisiones importantes. 
Para apoyar las reformas de los militares argelinos, el Gobierno federal de los Estados Unidos, decidió que Argelia iba a recibir fondos del programa de educación y entrenamiento militar internacional (IMET).
Argelia tiene el presupuesto de defensa más grande de África. Históricamente, Argelia ha comprado armas y equipamiento militar a la Unión Soviética y a Rusia.
La agencia de noticias United Press International informó en marzo de 2013 que Argelia estaba experimentando un proceso de modernización militar, que incluye la introducción de nuevos y más modernos buques de guerra, aviones de combate y tanques.

### Lucha contra el yihadismo
El 19 de enero de 2013, las tropas argelinas mataron a 32 secuestradores militantes y liberaron a más de 650 rehenes retenidos en las instalaciones de procesamiento de gas natural de Tigantourine, situadas a 40 kilómetros del municipio de In Amenas, en la Provincia de Illizi, en la frontera con Libia. Se confirmó que casi 48 rehenes estaban muertos. Los secuestradores dijeron que el asalto a la planta de procesamiento de gas, se inició en represalia por la intervención militar en Malí contra los grupos yihadistas. El líder del comando yihadista Mojtar Belmojtar, se atribuyó la autoría del ataque, el 16 de enero.

## Industria armamentística

### Proveedores extranjeros
Los principales proveedores militares de Argelia han sido la antigua Unión Soviética, que vendió varios tipos de equipos sofisticados en virtud de acuerdos comerciales militares, y la República Popular China. 
En las décadas de 1970 y 1980, un gran número de asesores militares soviéticos estaban estacionados en el país.
Desde 2001, la cooperación en materia de seguridad con los Estados Unidos ha aumentado, y las fuerzas estadounidenses han participado en misiones de entrenamiento en el Sahara, en el sur del país.
Otro proveedor de armas de Argelia es Francia. Francia y Argelia han tenido una conexión significativa desde la era colonial de la Argelia francesa, ya que Francia suministra armamento y blindaje a las fuerzas argelinas. En octubre de 2009, Argelia canceló un acuerdo de armas con Francia por la presencia de piezas y componentes israelíes.
En 2006 se encargaron ocho batallones de misiles tierra-aire de largo alcance rusos S-300 PMU2.
En 2006, se realizaron compras multimillonarias de equipos militares rusos para mejorar el arsenal convencional del país, esto incluyó un acuerdo de la Fuerza Aérea Argelina para comprar 28 Su-30 MKA y 36 MiG-29 SMT, por hasta 3.500$ millones de dólares USA. Sin embargo, esos MiG-29 fueron devueltos a Rusia en febrero de 2008 debido a la mala calidad del fuselaje, luego de evaluaciones técnicas en Argelia.
En mayo de 2008, los dos gobiernos acordaron un nuevo acuerdo para reemplazar esos 36 MiG-29 SMT por un nuevo lote de 16 Su-30 MKA, que cumplen con todos los requisitos de la Fuerza Aérea de Argelia.
Además, el ECMK también construye bajo licencia la pistola semiautomática Caracal de los Emiratos Árabes Unidos. La estación base logística produce varios tipos de IFV (vehículo de combate de infantería blindado) para el transporte de tropas y vehículos blindados de combate ligeros. La fuerza aérea produce dos tipos de aviones ligeros para el entrenamiento básico y ha producido su propio vehículo aéreo no tripulado (VANT) de reconocimiento militar, desde diciembre de 2010. La empresa rusa, Rosoboronexport, ha expresado una solicitud de asistencia financiera a varios países, incluidos Argelia, Irán, Arabia Saudita y Emiratos Árabes Unidos, para participar en el proyecto para la producción del avión de combate de quinta generación T-50 (PAK-FA).

### Industria militar nacional
Argelia también tiene una industria militar nacional propia. El ejército fabrica fusiles de asalto AK-47 y AKM, producidos bajo licencia de Rusia y China, así granadas propulsadas por cohete (RPG), en la Empresa de Construcciones Mecánicas de Khenchela (ECMK).
Argelia tiene una empresa llamada Industria Militar de Dirección Central, que produce vehículos, armas, barcos, aviones, helicópteros, tanques, y otros equipos. Fue fundada en 1998.
La industria militar de Argelia se remonta a 1980, cuando el país necesitaba diversificarse, y buscaba tener su propio equipamiento militar nacional, para depender menos de las armas importadas de la Unión Soviética y Francia. 
El desarrollo de la industria militar en Argelia en la década de 1980 desempeñó un papel crucial cuando se produjo la Guerra Civil de Argelia una década después. 
Las armas fabricadas localmente ayudaron al ejército argelino a combatir a los islamistas en todo el país, lo que contribuyó a la victoria del gobierno en 2002.
Argelia exporta sus armas de fabricación nacional a Túnez, Malí, Níger, Libia, Mauritania y varios otros estados africanos y árabes de Oriente Medio.
Desde 2017, la Sociedad Argelina de Fabricación de Vehículos Mercedes-Benz (SAFAV-MB), y la Sociedad Argelina de Fabricación de Vehículos Pesados Mercedes-Benz (SAFAVP-MB), suministraron a las fuerzas armadas y a las fuerzas de seguridad argelinas, varios tipos de vehículos Mercedes-Benz como: Unimog, Zetros, Sprinter, Actros y clase-G.
Además, varios vehículos militares y civiles, principalmente camiones y autobuses, son fabricados en Argelia por la Sociedad Nacional de Vehículos Industriales (SNVI).

## Equipamiento del Ejército de Tierra
Las FAA disponen del siguiente arsenal, esta es una lista del equipamiento militar usado actualmente por el ENPA:

### Carros de combate
| Modelo            | Imagen            | Origen            | Tipo                       | Número            | Notas |
| Carros de combate | Carros de combate | Carros de combate | Carros de combate          | Carros de combate | Carros de combate |
| ----------------- | ----------------- | ----------------- | -------------------------- | ----------------- | --- |
| T-90SA            |                   | Rusia             | Carro de combate principal | 572               | 185 unidades + 187 unidades pedidas en 2014, se ordenaron 200 unidades adicionales en 2016. |
| T-72              |                   | Rusia             | Carro de combate principal | 500               | Las variantes includen al T-72M, T-72M1 y T-72M1M. |
| T-62              |                   | Rusia             | Carro de combate principal | 300               | A partir de 2021, la flota argelina de T-62 ha experimentado una actualización que tiene como objetivo convertir al T-62 en un Vehículo de combate de infantería moderno, al reemplazar la antigua torreta del tanque con una torreta de combate Berezhok que contiene un cañón automático de 30mm, cuatro misiles anticarro guiados Kornet y un lanzagranadas automático AGS-30 controlado a distancia. |
| T-55AMV           |                   | Rusia             | Carro de combate principal | 324               | Retirado de las divisiones blindadas pero continúa sirviendo en las divisiones de infantería mecanizada. |

### Vehículos
| Modelo                             | Imagen                             | Origen                             | Tipo                                | Número                              | Notas |
| Vehículos de combate de infantería | Vehículos de combate de infantería | Vehículos de combate de infantería | Vehículos de combate de infantería  | Vehículos de combate de infantería  | Vehículos de combate de infantería |
| ---------------------------------- | ---------------------------------- | ---------------------------------- | ----------------------------------- | ----------------------------------- | --- |
| BMP-1M                             |                                    | Unión Soviética                    | Vehículo de combate de infantería   | ≈760                                | Versión mejorada del BMP-1M Berezhok, que incluye cuatro misiles antitanque 9M133 Kornet, un lanzagranadas automático AGS-30 de 30 mm, un cañón automático de 30 mm y una ametralladora coaxial de 7.62 mm.                                                              |
| BMP-2M                             |                                    | Unión Soviética                    | Vehículo de combate de infantería   | 300                                 | Actualizado a BMP-2M Berezhok, tiene torreta equipada con un cañón automático de 30 mm, una ametralladora coaxial de 7.62 mm, un lanzagranadas automático AGS-30, 2 lanzadores ATGM 9M133M Kornet y nuevas miras de visión nocturna.                                     |
| Vehículos blindados de combate     |                                    |                                    |                                     |                                     | |
| GTK Boxer                          |                                    | Alemania Argelia                   | Vehículo blindado de combate        | 500                                 | La producción bajo licencia está prevista que comience en 2021. En 2023 se fabricarán 500 unidades. |
| BTR-80                             |                                    | Unión Soviética                    | Transporte blindado de personal     | 150                                 | Algunos vehículos están equipados con misiles anticarro ATGM Kornet y con dispositivos de visión nocturna. |
| BTR-60                             |                                    | Unión Soviética                    | Transporte blindado de personal     | 250                                 | Variantes PB y PU. Algunas unidades fueron equipadas con misiles ATGM Kornet y fueron convertidas en cazacarros. |
| BRDM-2                             |                                    | Unión Soviética                    | Vehículo Blindado de Reconocimiento | 90                                  | 64 modernizados a BDRM-2M y equipados con 9M133 misiles Kornet para su uso en un papel antitanque. |
| Panhard AML-60                     |                                    | Francia                            | Vehículo Blindado de Reconocimiento | 44                                  | En 2018, fueron equipados localmente con ATGM Kornet, una torreta automatizada que lleva un KPV de 14,5 mm, así como un PKT coaxial, blindaje reforzado y cámaras de visión nocturna.                                                                                    |
| Transporte blindado de personal    |                                    |                                    |                                     |                                     | |
| TPz Fuchs 2                        |                                    | Alemania Argelia                   | Transporte blindado de personal     | 1034                                | A principios de 2011, se encargaron a Rheinmetall 54 Fuchs 2 por valor de 248 millones de dólares. |
| Nimr II                            |                                    | Emiratos Árabes Unidos Argelia     | Vehículo de movilidad de infantería | 3,000 as of 2028. 1,800 as of 2022. | Fue firmado un contrato para la producción de dichos vehículos blindados con una producción anual de 200 unidades durante 15 años. |
| GAZ Tigr                           |                                    | Rusia                              | Vehículo de movilidad de infantería | 28                                  | Equipado con misiles guiados antitanque Kornet. |
| OT-64 SKOT                         |                                    | Checoslovaquia Polonia             | Transporte blindado de personal     | 150                                 | 151 APC OT-64 armados con una ametralladora y 75 OT-64A pedidos a la República Checa en 1993 y entregados entre 1994 y 1995. Inicialmente estaban desarmados, sin embargo, se vendieron a través de Eslovaquia, donde fueron rearmados, actualmente hay 150 en servicio. |
| Panhard M3                         |                                    | Francia                            | Transporte blindado de personal     | 55                                  | |
| Otokar Cobra                       |                                    | Turquía                            | Transporte blindado de personal     | ≈100                                | |
| International MaxxPro              |                                    | Estados Unidos                     | MRAP                                |                                     | |
| Humvee                             |                                    | Estados Unidos                     | Vehículo utilitario ligero militar  | 100                                 | Usados por las Fuerzas especiales. |
| Mercedes-Benz Clase G              |                                    | Alemania Argelia                   | Vehículo utilitario ligero militar  |                                     | Construido bajo licencia por el grupo SAFAV-Tiaret. |
| Logística militar                  |                                    |                                    |                                     |                                     | |
| Mercedes-Benz Sprinter             |                                    | Alemania Argelia                   | Furgoneta                           |                                     | Construida bajo licencia por el grupo SAFAV-Tiaret. |
| Mercedes-Benz Unimog               |                                    | Alemania Argelia                   | Camión militar                      |                                     | Construido bajo licencia por el grupo SAFAV-Tiaret. |
| Mercedes-Benz Axor                 |                                    | Alemania Argelia                   | Camión militar                      |                                     | Construido bajo licencia por el grupo SAFAV-Tiaret. |
| Mercedes-Benz Zetros               |                                    | Alemania Argelia                   | Camión militar                      |                                     | Desarrollados localmente en sistemas de artillería autopropulsada utilizando los sistemas de cañones D-30 y T-12. |
| Mercedes-Benz Actros               |                                    | Alemania Argelia                   | Camión militar                      |                                     | Construido bajo licencia por el grupo SAFAV-Tiaret. |
| SNVI M120                          |                                    | Argelia                            | Camión militar                      |                                     | Construido localmente por la empresa SNVI. |
| SNVI M230                          |                                    | Argelia                            | Camión militar                      |                                     | Construido localmente por la empresa SNVI. |
| SNVI M350                          |                                    | Argelia                            | Camión militar                      |                                     | Construido localmente por la empresa SNVI. |
| KamAZ-65225                        |                                    | Rusia                              | Camión militar                      |                                     | |
| Vehículos de ingenieros            |                                    |                                    |                                     |                                     | |
| MTU-72                             |                                    | Unión Soviética                    | Vehículo lanzapuentes blindado      |                                     | |
| Liebherr G-BKF                     |                                    | Alemania Suiza                     | Vehículo de recuperación            | [ 44 ]                              | |

### Artillería
| Modelo                    | Imagen                    | Origen                                | Tipo                                                     | Número                    | Notas                                                                                                 |
| Artillería autopropulsada | Artillería autopropulsada | Artillería autopropulsada             | Artillería autopropulsada                                | Artillería autopropulsada | Artillería autopropulsada                                                                             |
| ------------------------- | ------------------------- | ------------------------------------- | -------------------------------------------------------- | ------------------------- | --- |
| PLZ-45                    |                           | Bandera de la República Popular China | Artillería autopropulsada de 155mm                       | 200                       | |
| Artillería                |                           |                                       |                                                          |                           | |
| D-30                      |                           | Bandera de la Unión Soviética         | Obús de 122mm                                            | 260                       | Instalado en un vehículo Mercedes-Benz Zetros 6x6                                                     |
| ML-20                     |                           | Bandera de la Unión Soviética         | Obús de 152mm                                            | 120                       | |
| WA-021                    |                           | Bandera de la República Popular China | Obús de 155mm                                            | 70                        | |
| 2K25 Krasnopol            |                           | Bandera de Rusia                      | Sistema de artillería de alta precisión guiada por láser | 155mm                     | Sistema de control de tiro automatizado de las unidades de artillería de Argelia.                     |
| Morteros                  |                           |                                       |                                                          |                           | |
| W86 120mm                 |                           | Bandera de la República Popular China | mortero de 120mm                                         | 150                       | Los morteros van montados en vehículos Mercedes-Benz Clase G.                                         |
| WZ-551                    |                           | Bandera de la República Popular China | portamortero de 120mm                                    | 70                        | El portamortero autopropulsado de 120mm está basado en el 6x6 transporte blindado de personal WZ-551. |
| 120-PM-43 mortar          |                           | Bandera de la Unión Soviética         | mortero de 120mm                                         | 120                       | |
| 160mm Mortar M1943        |                           | Bandera de la Unión Soviética         | mortero de 160mm                                         | 60                        | |
| Artillería de cohetes     |                           |                                       |                                                          |                           | |
| BM-21 Grad                |                           | Bandera de la Unión Soviética         | lanzacohetes múltiple de 122mm                           | 84                        | |
| SR-5                      |                           | Bandera de la República Popular China | lanzacohetes múltiple de 122mm y 220mm                   | 70                        | |
| BM-14/16                  |                           | Bandera de la Unión Soviética         | lanzacohetes múltiple de 140mm                           | 48                        | |
| TOS-1A                    |                           | Bandera de Rusia                      | lanzacohetes múltiple de 220mm                           | 52                        | |
| BM-24                     |                           | Bandera de la Unión Soviética         | lanzacohetes múltiple de 240mm                           | 30                        | |
| BM-30 Smerch              |                           | Bandera de la Unión Soviética         | lanzacohetes múltiple de 300mm                           | 50                        | |

### Armas de fuego
| Nombre                          | Imagen                | Origen                         | Tipo                               | Calibre                                     | Notas |
| Pistolas y subfusiles           | Pistolas y subfusiles | Pistolas y subfusiles          | Pistolas y subfusiles              | Pistolas y subfusiles                       | Pistolas y subfusiles |
| ------------------------------- | --------------------- | ------------------------------ | ---------------------------------- | ------------------------------------------- | --- |
| Pistola Caracal                 |                       | Emiratos Árabes Unidos Argelia | Pistola semiautomática             | 9×19mm Parabellum                           | Pistola de servicio estándar, producida localmente bajo licencia.                                                                                     |
| Makarov PM                      |                       | Unión Soviética Argelia        | Pistola semiautomática             | 9 × 18 mm Makarov                           | Pistola de servicio estándar, producida localmente bajo licencia.                                                                                     |
| Beretta 92                      |                       | Italia                         | Pistola semiautomática             | 9×19mm Parabellum                           | Beretta 92FS, usada por las Fuerzas especiales de Argelia.                                                                                            |
| Glock 17 y 18                   |                       | Austria                        | Pistola semiautomática             | 9×19mm Parabellum                           | Usada por las Fuerzas especiales de Argelia. |
| Heckler & Koch MP7              |                       | Alemania                       | Subfusil                           | 4,6 × 30 mm                                 | Usado por las Fuerzas especiales de Argelia. |
| Heckler & Koch MP5              |                       | Alemania Occidental            | Subfusil                           | 9×19mm Parabellum                           | Versiones A3, A5 y K. Usado por las Fuerzas especiales de Argelia.                                                                                    |
| Beretta M12                     |                       | Italia                         | Subfusil                           | 9×19mm Parabellum                           | Usado por las Fuerzas especiales de Argelia. |
| CS/LS7                          |                       | China                          | Subfusil                           | 9×19mm Parabellum                           | Producido localmente. |
| Tokarev TT-33                   |                       | Unión Soviética                | Pistola semiautomática             | 7,62 × 25 mm Tokarev / 9 x 19 mm Parabellum | [ 67 ] |
| Fusiles de asalto y carabinas   |                       |                                |                                    |                                             | |
| Heckler & Koch G36              |                       | Alemania                       | Fusil de asalto                    | 5,56 × 45 mm OTAN                           | G36C para el Destacamento de Intervención Especial, la Dirección de Seguridad y Protección Presidencial, y las Fuerzas Especiales de Argelia.         |
| Carabina M4                     |                       | Estados Unidos                 | Carabina                           | 5,56 × 45 mm OTAN                           | Más de 150 adquiridos, utilizados por las Fuerzas Especiales.                                                                                         |
| Steyr AUG                       |                       | Austria                        | Fusil de asalto                    | 5.56 × 45 mm OTAN                           | Usado por las Fuerzas Especiales. |
| Beretta ARX-160                 |                       | Italia                         | Fusil de asalto                    | 5,56 × 45 mm OTAN / 7,62 × 39 mm            | ARX160 en servicio en calibre 5,56 × 45 mm y 7,62 × 39 mm utilizado por las fuerzas especiales argelinas y la guardia presidencial, a partir de 2014. |
| AK-47                           |                       | Unión Soviética                | Fusil de asalto                    | 7,62 × 39 mm                                | [ 70 ] |
| SKS                             |                       | Unión Soviética China          | Carabina                           | 7,62 × 39 mm                                | Ambos suministrados por la Unión Soviética y el Tipo-56 SKS suministrado por China.                                                                   |
| Tipo 56                         |                       | China                          | Fusil de asalto                    | 7,62 × 39 mm                                | |
| AK-103                          |                       | Rusia                          | Fusil de asalto                    | 7,62 × 39 mm                                | Usado por los regimientos de comandos paracaidistas.                                                                                                  |
| Lanzagranadas acoplado          |                       |                                |                                    |                                             | |
| GP-25                           |                       | Unión Soviética Argelia        | Lanzagranadas acoplado             |                                             | Construido localmente por la Empresa de Construcciones Mecánicas de Khenchela.                                                                        |
| Fusiles de francotirador        |                       |                                |                                    |                                             | |
| Fusil de francotirador Dragunov |                       | Unión Soviética Argelia        | Fusil de francotirador             | 7,62 × 54 mm R                              | Rifle de francotirador estándar, producido localmente bajo licencia.                                                                                  |
| Zastava M07                     |                       | Serbia                         | Fusil de francotirador             | 7,62 x 51 mm                                | |
| Zastava M93 Black Arrow         |                       | Serbia                         | Fusil de francotirador             | 12,7 × 108 mm                               | [ 72 ] |
| Ametralladoras                  |                       |                                |                                    |                                             | |
| Ametralladora M60               |                       | Estados Unidos                 | Ametralladora de propósito general | 7,62 × 51 mm                                | [ 73 ] |
| Ametralladora PK                |                       | Unión Soviética                | Ametralladora de propósito general | 7,62 × 54 mm                                | |
| RPK                             |                       | Unión Soviética Argelia        | Ametralladora ligera               | 7,62 × 39 mm                                | Producida localmente bajo licencia. |
| Ametralladora ligera RPD        |                       | Unión Soviética Argelia        | Ametralladora ligera               | 7,62 × 39 mm                                | Producida localmente bajo licencia. |
| Ametralladora ligera Degtiariov |                       | Unión Soviética                | Ametralladora ligera               | 7,62 × 54 mm                                | [ 75 ] |
| DShK                            |                       | Unión Soviética                | Ametralladora pesada               | 12,7 × 108 mm                               | |

### Armamento anticarro
| Modelo              | Imagen              | Origen              | Tipo                                                 | Calibre             | Notas                                                    |
| Armamento anticarro | Armamento anticarro | Armamento anticarro | Armamento anticarro                                  | Armamento anticarro | Armamento anticarro                                      |
| ------------------- | ------------------- | ------------------- | ---------------------------------------------------- | ------------------- | -------------------------------------------------------- |
| D-44                |                     | Rusia               | Armamento anticarro                                  | 85mm                | 80 en servicio                                           |
| MT-12               |                     | Rusia               | Armamento anticarro                                  | 100mm               | Instalado en vehículo Mercedes-Benz Zetros 6x6           |
| B-10                |                     | Rusia               | Cañón sin retroceso                                  | 82mm                | 120                                                      |
| B-11                |                     | Rusia               | Cañón sin retroceso                                  | 107mm               | 60                                                       |
| 9K111 Fagot         |                     | Rusia               | Misil antitanque                                     | 120mm               | 2040 misiles entregados entre 1995 y 1996 para el BMP-2. |
| 9K11 Maliutka       |                     | Rusia               | Misil antitanque                                     | 125mm               | [ 79 ]                                                   |
| 9K115-2 Metis-M     |                     | Rusia               | Misil antitanque                                     | 130mm               | Versiones M y M1.                                        |
| Skif                |                     | Ucrania             | Misil antitanque                                     | 130mm               | [ 80 ]                                                   |
| HJ-12               |                     | China               | Guiado de misiles por infrarrojos / Misil antitanque | 135mm               | 100 misiles entregados en 2019.                          |
| 9M133 Kornet        |                     | Bandera de Rusia    | Misil antitanque                                     | 152mm               | 8.000 misiles fueron pedidos a Rusia.                    |

### Defensa antiaérea
| Modelo               | Imagen               | Origen                                | Tipo                                                       | Calibre                    | Notas |
| Artillería antiaérea | Artillería antiaérea | Artillería antiaérea                  | Artillería antiaérea                                       | Artillería antiaérea       | Artillería antiaérea |
| -------------------- | -------------------- | ------------------------------------- | ---------------------------------------------------------- | -------------------------- | --- |
| Skyshield            |                      | Bandera de Alemania                   | Artillería antiaérea                                       |                            | Entregado en 2017. |
| ZU-23-2              |                      | Bandera de la Unión Soviética         | Artillería antiaérea                                       | 100                        | |
| ZSU-23-4 Shilka      |                      | Bandera de la Unión Soviética         | Artillería antiaérea autopropulsada                        | 310                        | 210 were modernized to SHILKA-M with the Igla missile system.                                                                |
| Misiles tierra-aire  |                      |                                       |                                                            |                            | |
| 9K33 Osa             |                      | Bandera de la Unión Soviética         | SAM de corto alcance                                       | 48 Systems                 | |
| 2K12 Kub             |                      | Bandera de la Unión Soviética         | SAM de medio alcance                                       | 40 baterías                | |
| Tor-M2               |                      | Bandera de Rusia                      | SAM de corto alcance                                       | 48 Systems                 | Delivered in 2018 |
| Pantsir-S1/SM        |                      | Bandera de Rusia                      | Artillería antiaérea autopropulsada / SAM de corto alcance | 138 Systems                | S1 and SM variants. |
| Buk-M2               |                      | Bandera de Rusia                      | SAM de medio alcance                                       | 48 sistemas                | |
| S-350E Vityaz 50R6   |                      | Bandera de Rusia                      | SAM de medio alcance                                       | [ 92 ]                     | |
| HQ-9                 |                      | Bandera de la República Popular China | SAM de largo alcance                                       | 9 regimientos 108 launcher | each regiment consists of12 launchers of 4 missiles                                                                          |
| S-300PMU2            |                      | Bandera de Rusia                      | SAM de largo alcance                                       | 8 regimientos              | 8 regimientos de S-300PMU-2 Favorit fueron ordenados en 2006. Un regimiento de S-300 consiste en 12 lanzadores de 4 misiles. |
| S-400 Triumf         |                      | Bandera de Rusia                      | SAM de largo alcance                                       | 8 regimientos              | Un regimiento de S-400 consiste en 12 lanzadores de 4 misiles                                                                |
| MANPADS              |                      |                                       |                                                            |                            | |
| 9K38 Igla            |                      | Bandera de la Unión Soviética         | Sistema de defensa aérea portátil                          | 72mm                       | 28 as of 2016 |
| 9K32 Strela-2        |                      | Bandera de la Unión Soviética         | Sistema de defensa aérea portátil                          | 75mm                       | [ 102 ] |

### Guerra electrónica
| Modelo                         | Imagen | Origen                                | Tipo                | Número | Notas   |
| ------------------------------ | ------ | ------------------------------------- | ------------------- | ------ | ------- |
| ORION 85V6 (VEGA 85V6-A ELINT) |        | Bandera de Rusia                      | Guerra electrónica  |        | [ 103 ] |
| Acacia-E                       |        | Bandera de Rusia                      | Mando y control     |        | [ 104 ] |
| DWL 002                        |        | Bandera de la República Popular China | Sistema localizador | 4      |         |
| Kasta 2E2                      |        | Bandera de Rusia                      | Radar militar       | 5      |         |

### Misiles balísticos
| Modelo                      | Imagen                      | Origen                      | Tipo                        | Número                      | Notas |
| Misiles balísticos tácticos | Misiles balísticos tácticos | Misiles balísticos tácticos | Misiles balísticos tácticos | Misiles balísticos tácticos | Misiles balísticos tácticos                                                                                          |
| --------------------------- | --------------------------- | --------------------------- | --------------------------- | --------------------------- | --- |
| Iskander-E                  |                             | Bandera de Rusia            | Misil balístico táctico     | 48 Lanzadores               | Cuatro regimientos de misiles, un regimiento está formado por vehículos lanzamisiles y vehículos de mando y control. |